# Liste der Bodendenkmale in Drebber
In der Liste der Bodendenkmale in Drebber sind die Bodendenkmale der niedersächsischen Gemeinde Drebber aufgeführt. Die Quelle ist der Denkmalatlas Niedersachsen.
- Bitte beachten Sie, dass diese Liste keinen Anspruch auf Vollständigkeit erhebt.
- Die Angaben ersetzen nicht die rechtsverbindliche Auskunft der zuständigen Denkmalschutzbehörde.
- Es sind nur Daten aus dem Denkmalatlas verarbeitet.
- Der Stand der Liste ist der 29. Mai 2025.

Drebber im Landkreis Diepholz

## Allgemein
In den Spalten finden sich folgende Informationen des Bodendenkmales:
| Lage         | geographische Koordinaten                                                           |
| Bezeichnung  | Bezeichnung lt. Denkmalatlas                                                        |
| Beschreibung | Beschreibung lt. Denkmalatlas                                                       |
| ID           | Objekt-ID                                                                           |
| Bild         | Bild, ggf. zusätzlich mit Link zu weiteren Fotos im Medienarchiv Wikimedia Commons. |

## Jacobidrebber
| Lage                        | Bezeichnung                  | Beschreibung | ID       | Bild |
| --------------------------- | ---------------------------- | --- | -------- | ---- |
| 52° 38′ 20″ N, 8° 25′ 42″ O | Jacobidrebber 15, Grabhügel  | Durchmesser ca. 12 m und Höhe ca. 0,9 m. Beschädigt durch Abgrabungen im Norden, eine von NO nach SW verlaufende Fahrspur. 1936 fanden Arbeiter hier eine dunkelbraune doppelkonische Urne, die Bestattung und Hügel in die Bronzezeit datiert. | 35597657 | BW   |
| 52° 38′ 5″ N, 8° 25′ 22″ O  | Jacobidrebber 16, Grabhügel  | Durchmesser ca. 15 m und Höhe ca. 0,6 m. Kuppe stark abgeflacht, was auf eine sekundäre Überarbeitung schließen lässt. | 35597678 | BW   |
| 52° 38′ 20″ N, 8° 24′ 45″ O | Jacobidrebber 34, Wegespuren | Zwei aus dem Mittelalter und der Frühneuzeit stammende alternative Routen der heutigen B 51 ziehen sich sowohl westlich als auch östlich um die Dünen von Felstehausen herum. In der Kurhannoverschen Landesaufnahme ist die östliche Trasse als Parallelstraße zur heutigen B 51 verzeichnet, im Gegensatz zur westlichen Trasse führt hier heute kein Weg mehr entlang. - Teilstück ID: 40364988 - Teilstück ID: 49485697 | 49485533 | BW   |
| 52° 38′ 21″ N, 8° 25′ 49″ O | Jacobidrebber 36, Wegespuren | Drei Bündel von Wegespuren führen parallel zur modernen Straße über die Gemarkungsgrenze. Die westliche Spur ist in ihrer südlichen Hälfte nur schwach ausgeprägt, im Norden dagegen deutlich sichtbar in eine Düne eingetieft. Bis zu zwei Fahrspuren. Die Mittlere Spur besteht ebenfalls aus zwei Fahrspuren, die im Bereich der Gemarkungsgrenze gut zu erkennen sind. Die östliche Spur besteht aus drei Fahrspuren, die von Süden kommend in ein breites Dünental münden. Aufgrund der guten Erhaltung und des Verlaufs parallel zu einer neuzeitlichen Straße wohl als mittelalterlich-frühneuzeitlich anzusprechen. | 35604126 | BW   |
| 52° 38′ 44″ N, 8° 26′ 25″ O | Jacobidrebber 37, Grabhügel  | Durchmesser ca. 15 m und Höhe ca. 0,8 m. Großes Kopfloch (Dm. 5 m, 0,5 m tief). | 49607389 | BW   |
| 52° 38′ 44″ N, 8° 26′ 23″ O | Jacobidrebber 38, Grabhügel  | Durchmesser ca. 22 m und Höhe ca. 0,8 m. Nur zur Hälfte erhalten, südwestlicher Bereich vollständig abgegraben. | 49607512 | BW   |
| 52° 38′ 25″ N, 8° 24′ 58″ O | Jacobidrebber 39, Umwallung  | Wallanlage unbekannter landwirtschaftlicher Nutzung. Vermutlich ein Viehpferch. In der Preußischen Landesaufnahme als L-förmiges Gehege verzeichnet. Die Anlage datiert vor 1790 und wurde bis ca. 1900 genutzt. Wallanlage ist rechteckig und misst 48 × 23 m. Der Eingang an westlicher Schmalseite. Trotz seines scharfen Profils keine Spuren von Mauerwerk und scheint komplett aus Erde und Sand aufgeschüttet worden zu sein. Breite von 4,0 – 4,4 m bei Höhe von 0,3 – 0,4 m. Die Innenfläche ist grob ausgeebnet worden.                                                                                           | 49607694 | BW   |
| 52° 38′ 21″ N, 8° 25′ 13″ O | Jacobidrebber 40, Umwallung  | Langrechteckige Wallanlage die 48 × 24 m misst. Der Eingang an westlicher Schmalseite. Keine Spuren von Mauerwerk und scheint komplett aus Erde und Sand aufgeschüttet worden zu sein. Er hat einen Basisdurchmesser von 6 m bei einer Höhe von 0,4 – 0,5 m. Der Wall ist weniger scharf profiliert. Innenfläche ist grob geglättet und senkt sich zum Mittelpunkt hin trogartig ab. Vermutlich ein Viehpferch. In der Kurhannoverschen Landesaufnahme als quadratisches Gehege verzeichnet. Die Anlage datiert vor 1790 und wurde bis ca. 1850 genutzt.                                                                    | 49607896 | BW   |
| 52° 38′ 16″ N, 8° 25′ 36″ O | Jacobidrebber 41, Grabhügel  | Durchmesser ca. 10 m und Höhe ca. 0,6 m. Von NW nach SO eine Fahrspur über die Kuppe. | 49616183 | BW   |

## Mariendrebber
| Lage                        | Bezeichnung                 | Beschreibung | ID       | Bild |
| --------------------------- | --------------------------- | --- | -------- | ---- |
| 52° 40′ 32″ N, 8° 24′ 39″ O | Mariendrebber 43, Immenwall | Einfacher und im Osten sowie im Norden doppelter Wallgraben von annähernd ovaler Form. Der zusätzliche Wallgraben ist außen vor den Ringgraben gesetzt worden, letzterer wird durch die Verbindungen des Außenwalls mit dem Innenwall unterbrochen, die Außengräben gehen ineinander über. Der Durchmesser der Anlage beträgt 48 bzw. 36 m. Breite des Walles 4 – 6 m; Höhe 0,2 m. Hinzugefügter Außenwall; Breite 3 – 4 m, Höhe 0,4 m. Beide Gräben haben ringsum eine Breite von 2 m bei einer Tiefe von 0,1 – 0,2 m. Der Form und der Größe nach dürfte es sich hier um einen Immenwall handeln. | 49601128 | BW   |